# Georg Holzbauer
Georg Holzbauer (* 9. April 1928 in Nürnberg; † 23. September 1991 ebenda) war ein deutscher Politiker der CSU und von 1978 bis 1990 Bezirkstagspräsident von Mittelfranken.

## Leben
Holzbauer war Volksschullehrer und wurde 1967 zum Rektor der 1936 eingeweihten Hauptschule in der Saarbrückener Straße 26 in Nürnberg, die heutige Georg-Holzbauer-Hauptschule, ernannt.
Nachdem sich Holzbauer schon früh im Bund der Deutschen Katholischen Jugend und in der Jungen Union engagierte, trat er 1950 der CSU bei. 1956 wurde er als damals jüngstes Mitglied in der Stadtrat Nürnbergs gewählt und war von 1969 bis 1988 Vorsitzender der CSU-Fraktion. 1970 wurde Holzbauer als Bezirksrat in den mittelfränkischen Bezirkstag gewählt und amtierte von 1978 bis 1990 als Bezirkstagspräsident. Die Pflege des fränkischen Brauchtums und die Aussöhnung mit Frankreich waren Holzbauer stets ein persönliches Anliegen. In seine Amtszeit fielen die Errichtung und Eröffnung des Fränkischen Freilandmuseums Bad Windsheim 1982 sowie die Einrichtung der ersten europäischen Regionalpartnerschaft zwischen Mittelfranken und dem Limousin/Frankreich.
Holzbauer kandidierte 1975 und 1981 für das Amt des Oberbürgermeisters Nürnbergs, verlor aber jeweils gegen den Amtsinhaber Andreas Urschlechter.
Er war mit Senta Holzbauer (1927–2020) verheiratet. Das Ehepaar hatte gemeinsam sechs Kinder.

## Ehrungen
- Bundesverdienstkreuz am Bande (3. April 1978)[2]
- Bayerischer Verdienstorden (30. Juni 1983)
- Goldene Ehrennadel der Europa-Union
- Holzbauer-Straße im Nürnberger Stadtteil Jost
- Georg-Holzbauer-Hauptschule in Nürnberg (Ende der 1970er Jahre)